# Подъяруги
Подъяру́ги — село в Прохоровском районе Белгородской области, Россия. Входит в состав Подолешенского сельского поселения.
Расположено в северо-западной части области, в 20 км к юго-востоку от Прохоровки, в 18 км западнее автодороги Р189 Короча — Горшечное. В 15 км к западу от села железнодорожная станция Беленихино на линии Пристень — Белгород.

## История
Село Подьяруги расположено в трех километрах от села Большое (Подолешенская волость). По архивным данным 1880 года село носило название Большие Подъяруги, насчитывало 212 дворов и 1512 жителей. В 1903 году в селе построена деревянная Дмитриевкая церковь. Её приход объединял также хутор Чёрный и хутор Большой Колодезь. В 1885 году открыла двери, преобразованная из частной, земская школа под ведомством училищного начальства.
Неподалеку от богатой слободы Подьяруги, там где били ключи, образуя иссиня-голубое озерцо,  помещик Сергей Андреевич Дьяков заложил свое имение, давшее название урочищу -  «Дьяков сад». Рядом с озерцом располагался еще один родник, который по указанию купца облагородили: вырыли котлован и выложили мраморную серовато-зеленоватую плитку, вокруг посадили липовые аллеи и парк, построили у спуска беседки. Рядом с парком был разбит сад с редкими плодовыми деревьями. Так же там росло много диковинных ягод: брусника, земляника, клубника, костяника, куманика или ежевика, клюква, черника.
Дьяков значился как  один из богатых землевладельцев в губернии:« в  «Приложении к Курским губернским ведомостям» от 25 апреля 1886 года был дан «Список лиц, владеющим в Корочанском уезде на правах собственности землю от двухсот десятин и более, имеющим право участия в избирательном съезде уездных землевладельцев», в котором указано, что Дьяков С.А. имел «дачку» при селе Подъяруги. В «Списках землевладельцев, имеющих в собственности более 25 десятин Губерния Курская Уезд Корочанский в пределах Подолешенской волости №3», Дьяков Сергей Андреевич значится как купец, которому принадлежало 250 десятин ».
Нужно отметить что у князя Долгорукого было вовладении 660 десятин, а у  титулярного советника Л.Д.  Кирьевского – 230. Поместье имело помимо усадьбы и  надворные постройки.
Со временем село Подьруги и хутор Большой начали сливаться, жилья не хватало, жили по 3-4 семьи в одном доме, так к началу 19 века население насчитывало порядка 1600 жителей. В начале 1920-х годов было около 700 хозяйств. В связи с этим, люди стали расселяться и образовались новые поселения: Петрухино, Островки. Их жителями стали Данил Артёмович Шляхов, Павел Куксов, Павел Васильевич Уваров. Во времена коллективизации многие хозяйства разорились, кто-то переехал обратно в Подьяруги, кто-то в другие населенные пункты.
В селе работала винная лавка (владелец Тремль Александр Ананьевич), 2 магазина бакалеи, мануфактура.
Ближе к 1930-м годам стали создаваться ТОЗы (добровольные товарищества по совместной обработке земли), позже колхозы. В 1939 году из церкви сделали клуб.
Великая Отечественная война не обошла стороной село Подьяруги, много сельчан пало на поле боя. В селе расположена братская могила, в которой покоятся 78 героев.
В 1948 году произошел пожар и сгорело здание школы, годом позднее построили новую. В 1950 объединились колхозы в колхоз «Красный пахарь», а в 1952 присоединен к  колхозу «Победа» (с. Большое). В 1955 году строится сельский клуб, 1961 год- открывается магазин. В 1989 году начинают работу 2 молочно-товарные фермы.

## Достопримечательности
- Памятник-стела на братской могиле советских воинов, погибших в 1943 году.